# Tháng tám
Tháng tám là tháng thứ tám theo lịch Gregorius, có 31 ngày.

## Những sự kiện trong tháng 8
- 08 tháng 8 năm 1967 - Ngày thành lập Hiệp hội các quốc gia Đông Nam Á
- 15 tháng 8 năm 1945 - Chiến thắng phát-xít Nhật.
- 1945 - Cách mạng do Đảng Cộng sản Đông Dương lãnh đạo nhân dân giành chính quyền từ tay Nhật Bản, Pháp và khai sinh nước Việt Nam dân chủ cộng hòa.
- 19 tháng 8 năm 1945 - Ngày Cách mạng tháng tám.
- 20 tháng 8 năm 1888 - Ngày sinh Chủ tịch Tôn Đức Thắng (Việt Nam).
- 26 tháng 8 năm 1975 - Việt Nam là thành viên của Phong trào Các nước không liên kết.

## Ngày lễ và kỷ niệm
- 6 tháng 8 - Ngày Quốc tế chống vũ khí nguyên tử (1945).
- 8 tháng 8 - Ngày sinh Dương Quân, nhà thơ trào phúng Việt Nam.
- 9 tháng 8 - Ngày Quốc tế của người thổ dân thế giới (International Day of the World's Indigenous People)
- 10 tháng 8 - Ngày vì nạn nhân chất độc màu da cam Việt Nam (2004).
- 12 tháng 8 - Ngày Quốc tế Thanh Thiếu niên (International Youth Day), Ngày thành lập tỉnh Bà Rịa - Vũng Tàu (1991)
- 19 tháng 8 - Cách mạng tháng Tám thành công ở Hà Nội (1945)
- 19 tháng 8 - Ngày truyền thống của Công an Nhân dân Việt Nam (1945)
- 19 tháng 8 - Ngày thành lập Đài Truyền hình Kỹ thuật số VTC (2004)
- 20 tháng 8 - Ngày sinh của Tôn Đức Thắng, Chủ tịch thứ hai của nước Việt Nam Dân chủ Cộng hòa, Chủ tịch đầu tiên của Cộng hòa xã hội chủ nghĩa Việt Nam (1888)
- 23 tháng 8 - Ngày Quốc tế tưởng niệm việc buôn bán nô lệ và việc hủy bỏ nó (International Day for the Remembrance of the Slave Trade and its Abolition).
- 25 tháng 8 - Ngày sinh của Võ Nguyên Giáp, Đại tướng đầu tiên, Tổng tư lệnh của Quân đội Nhân dân Việt Nam
- 26 tháng 8 - Việt Nam Dân chủ Cộng hòa, nay là Cộng hòa xã hội chủ nghĩa Việt Nam tham gia Phong trào không liên kết (1975)
- 29 tháng 8 - thành lập quận Kiến An thuộc thành phố Hải Phòng